# DNA-Addukt

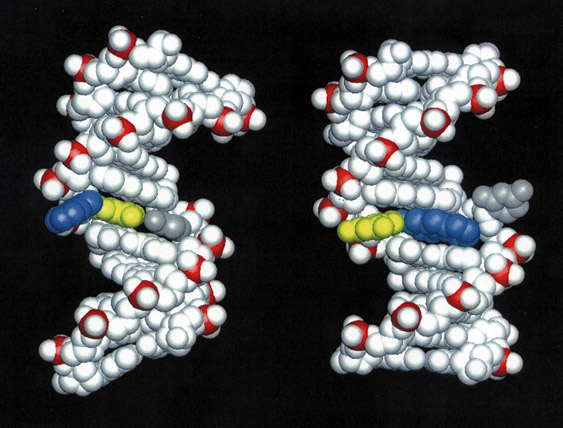
DNA-Addukt mit 2-Aminofluoren

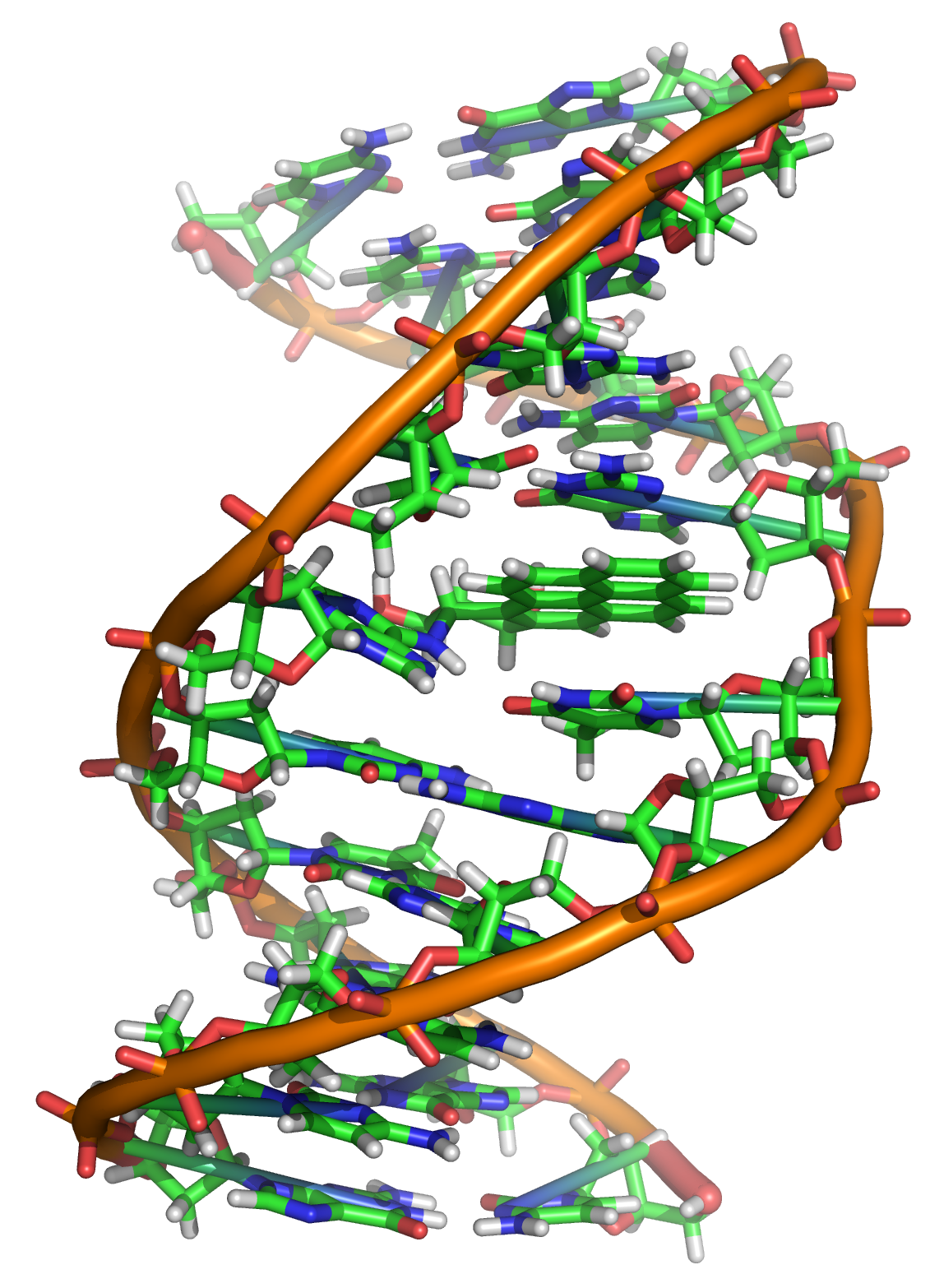
DNA-Addukt mit Benzpyren

Ein DNA-Addukt ist eine chemisch modifizierte DNA. DNA-Addukte zählen zu den DNA-Schäden.

## Eigenschaften
DNA-Addukte entstehen durch Veränderung der DNA durch verschiedene Mutagene, wie z. B. die Alkylanzien. Dabei wird ein Molekül über eine kovalente Bindung an ein Nukleotid in der DNA gekoppelt. Diese modifizierten Nukleotide stören verschiedene nachfolgende Reaktionen wie die DNA-Replikation einer Zelle. Daher werden DNA-Addukte im Zuge einer DNA-Reparatur erkannt und größtenteils repariert. Bei einer fehlerhaften DNA-Reparatur in Protoonkogenen oder Tumorsuppressorgenen kann ein Tumor entstehen. Die Anzahl an DNA-Addukten in einer Zelle ist ein Maß für die Exposition mit Karzinogenen. Typische Mutagene, die zu DNA-Addukten führen, sind z. B. Safrol, Benzpyrendiolepoxid, Acetaldehyd, Formaldehyd, Vinylchlorid, Ethylenoxid sowie Peroxide von Lipiden und deren Reaktionsprodukte (Malondialdehyd). In einer Untersuchung hatten Personen, bei denen Aflatoxin (AFB1-N7-G) DNA-Addukte nachgewiesen wurden, ein 9,1-fach erhöhtes Risiko an Leberkrebs zu erkranken.